# Jebsheim
Jebsheim település Franciaországban, Haut-Rhin megyében. Lakosainak száma 1353 fő (2022. január 1.). Jebsheim Muntzenheim, Wickerschwihr, Durrenentzen, Artzenheim, Grussenheim, Colmar, Marckolsheim és Porte-du-Ried községekkel határos.

## Népesség
A település népességének változása:
| Lakosok száma | 1257 | 1358 | 1403 | 1403 | 1385 | 1367 | 1349 | 1348 | 1353 |
|               | 2013 | 2015 | 2016 | 2017 | 2018 | 2019 | 2020 | 2021 | 2022 |